# Jesper Blåder
Jesper Blåder, född 1968 i Solna, är en svensk bildkonstnär och konstpedagog. Han studerade vid Örebro konstskola och är verksam i Örebro.